# In the Absence of Truth
In the Absence of Truth – czwarty długogrający album grupy Isis.

## Lista utworów
1. "Wrists of Kings" - 7:45
2. "Not in Rivers, but in Drops" - 7:48
3. "Dulcinea" - 7:10
4. "Over Root and Thorn" - 8:31
5. "1,000 Shards" - 6:17
6. "All out of Time, All into Space" - 3:04
7. "Holy Tears" - 7:04
8. "Firdous e Bareen" - 7:50
9. "Garden of Light" - 9:17

## Twórcy
- Aaron Turner - gitara elektryczna, wokal
- Michael Gallagher - gitara elektryczna
- Jeff Caxide - gitara basowa
- Aaron Harris - perkusja
- Bryant Clifford Meyer - elektronika, gitara elektryczna